# Pellheim
Pellheim ist eine ehemals selbstständige Gemeinde, die im Zuge der Gebietsreformen im Freistaat Bayern am 1. Juli 1972 in die Großen Kreisstadt Dachau eingemeindet wurde.
Sie bestand aus den Gemeindeteilen Pellheim, Assenhausen, Pullhausen und Viehhausen.

## Geografie
Das Pfarrdorf Pellheim liegt auf 494 m ü. NHN am Prittlbach (linker Zufluss der Amper). Pellheim liegt knapp fünf Kilometer nordnordwestlich von Dachau und etwa zwei bis drei Kilometer westlich von Hebertshausen. Nachbarorte sind Assenhausen, Goppertshofen, Pullhausen, Oberweilbach, die Einöde Viehhausen und Webling. Der Ort selbst umfasst in seinen weitesten Ausdehnungen etwa einen Kilometer von Westen nach Osten und etwa einen halben Kilometer von Norden nach Süden.

## Geschichte

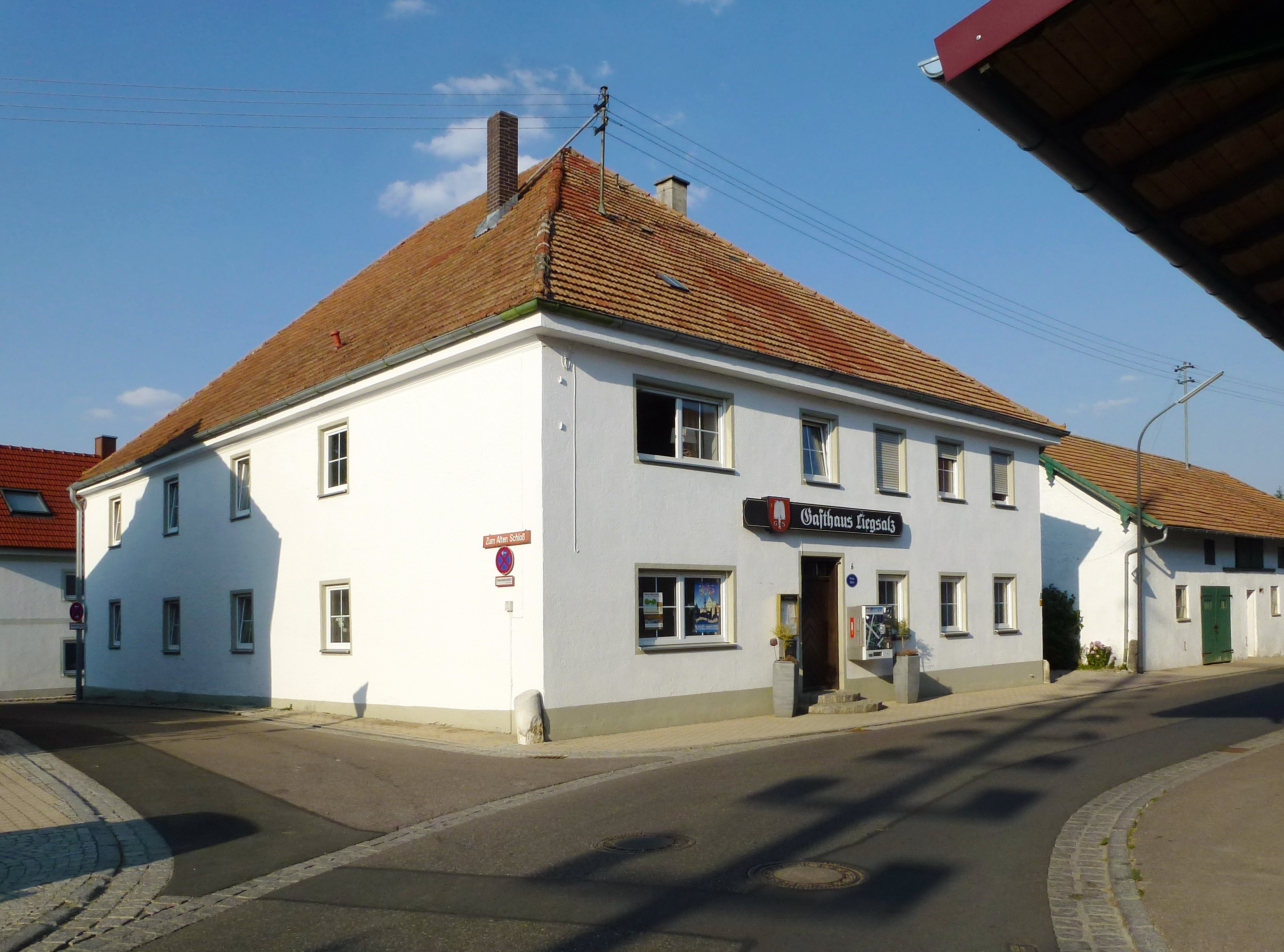
Denkmalgeschützte Gaststätte „Gasthaus Liegsalz“

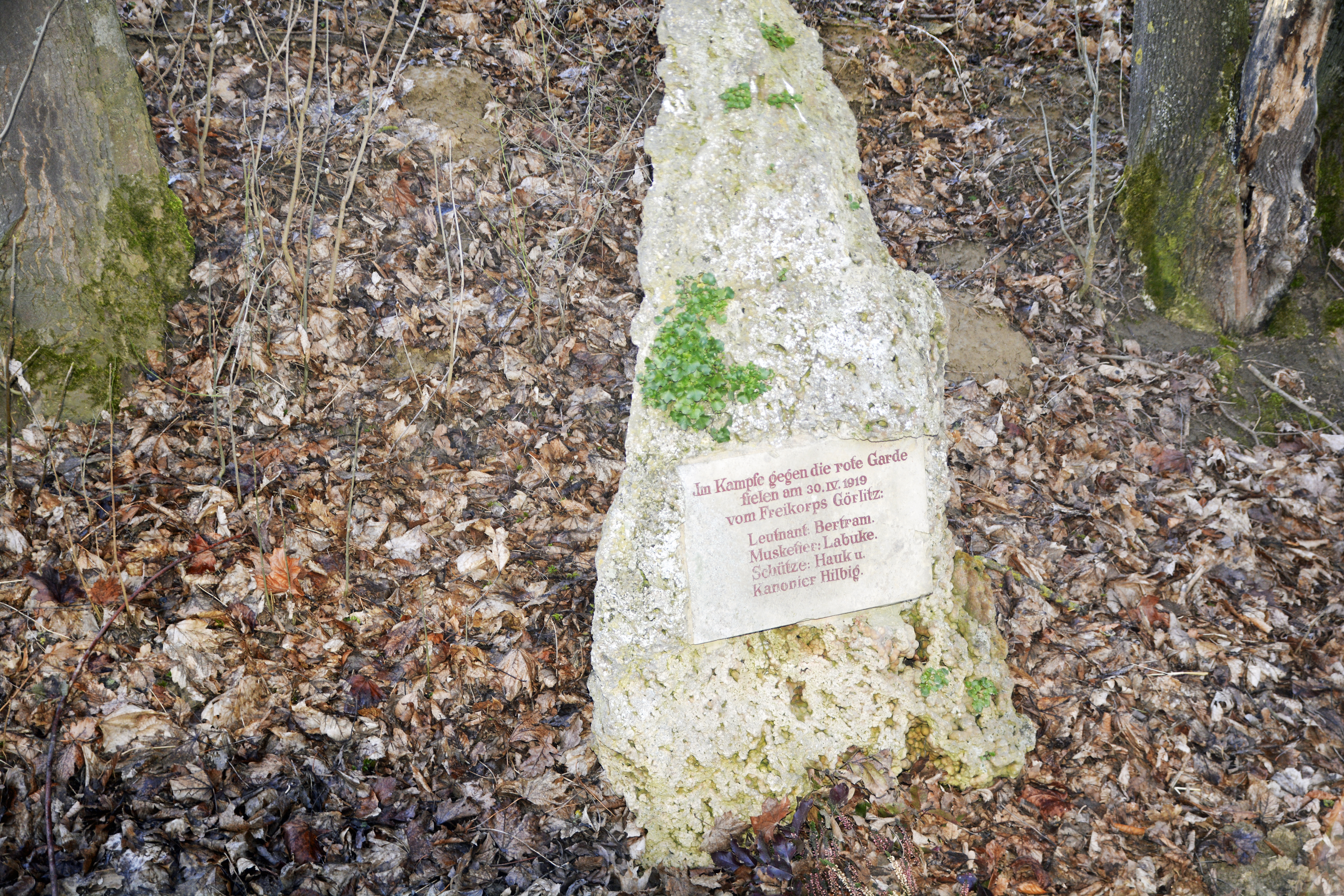
Feldgedenkstein Schlacht um Dachau 1919 bei Pellheim

Der Ort selbst wird im Jahre 807 zum ersten Mal schriftlich nachweisbar in einer Schenkungsurkunde erwähnt. In Pellheim gab es ein Wasserschloss. Es war im Besitz der Patrizierfamilien Barth und Ligsalz. 1689 wurde das Schloss durch den Freiherrn Joachim Paul von Milan renoviert. Der Abbruch erfolgte um 1750, Teile sind als privates Wohnhaus, denkmalgeschützte Gaststätte „Gasthaus Liegsalz“ noch teilweise erhalten.
Auch die Kirche St. Ursula wird im Jahre 807 in der Schenkungsurkunde erwähnt, auch der vielleicht erste Priester Oadalker wird genannt. Seit der Konradinischen Matrikel (ein Verzeichnis aller Kirchen im Bistum Freising) von 1315 ist Pellheim als Pfarrei mit fast lückenloser Liste aller bisheriger Pfarrer nachweisbar. Damals gab es die beiden Filialkirchen in Unterbachern und Arzbach. Als Folge der Reformation durch Luther gab es im 16. Jahrhundert in vielen Gemeinden Besuche durch den Bischof, um die Reinheit der verbreiteten Lehre zu überprüfen. Der damalige Pfarrer Peuschel in Pellheim konnte den bischöflichen Gesandten überzeugen, obwohl er ein Kind hatte. Auch die Gläubigen waren „allerlai frembder religion unverdacht“, also katholisch geblieben, auch der gute Zustand des Gotteshauses wurde festgestellt.
Ein zur Zeiten der Gotik fertiggestellter Kirchenbau kam wohl hauptsächlich während des Dreißigjährigen Krieges so weit herunter, dass man sich zu einem Neubau entschloss. Der heutige Kirchenbau wurde 1689 erbaut, die mittelalterlichen Mauern und der gotische Turm wurden in den Neubau miteinbezogen, geweiht wurde die Kirche 1710 vom Fürstbischof von Freising, Johann Franz Eckher von Kapfing und Liechteneck. In den Folgejahren werden ebenso ein neuer Pfarrhof inklusive neuem Pfarrstadel gebaut. Eine Renovierung aus dem Jahre 1818 ist bekannt, der Innenraum wurde zum letzten Mal 1965 renoviert.
Mit dem Gemeindeedikt von 1818  wurde Pellheim eine selbstständige Gemeinde mit den Orten Assenhausen, Pullhausen und Viehhausen.
Im Jahre 1919 war die Gegend um Pellheim Teil der Schlacht um Dachau. Südlich des Ortes, am Sellacher Feld, an der Straße nach Dachau, erinnert ein Feldstein an die Kämpfe zwischen der Roten Armee und den Freikorps.
Pellheim wurde im Zuge der Gebietsreformen im Freistaat Bayern am 1. Juli 1972 ein Gemeindeteil der Großen Kreisstadt Dachau.

## Ortsbeschreibung

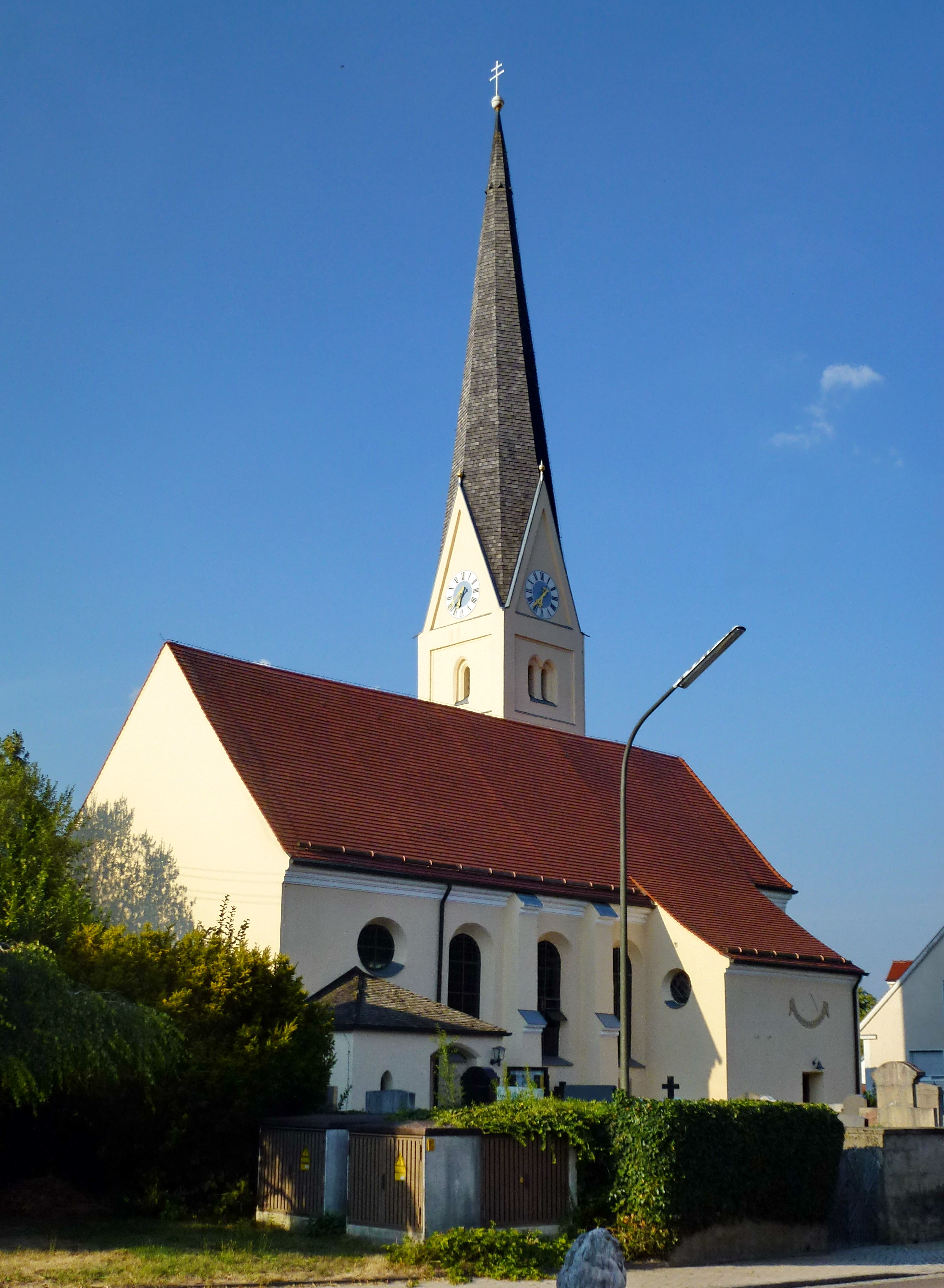
Katholische Pfarrkirche St. Ursula

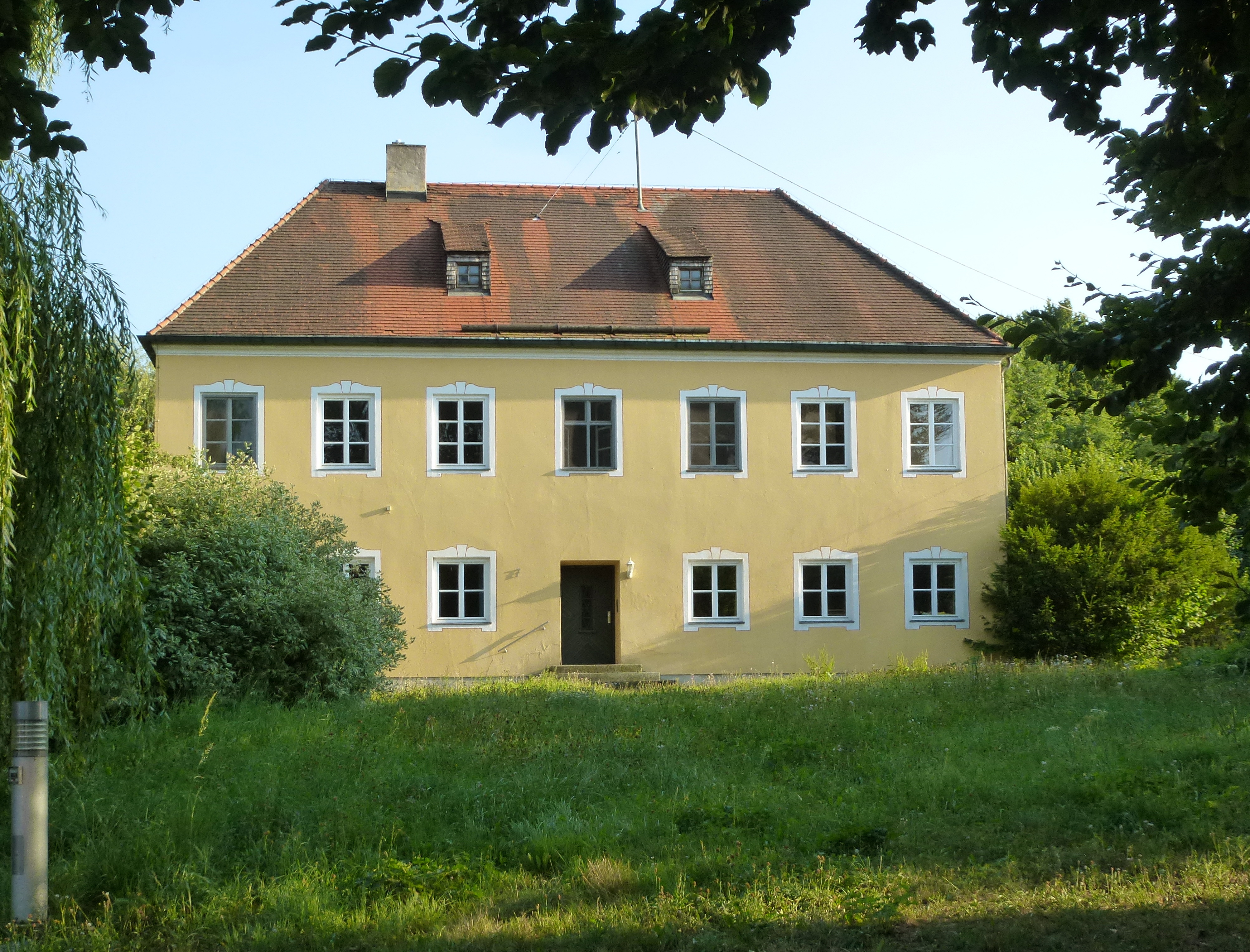
Pfarrhaus, Dorfstraße 7

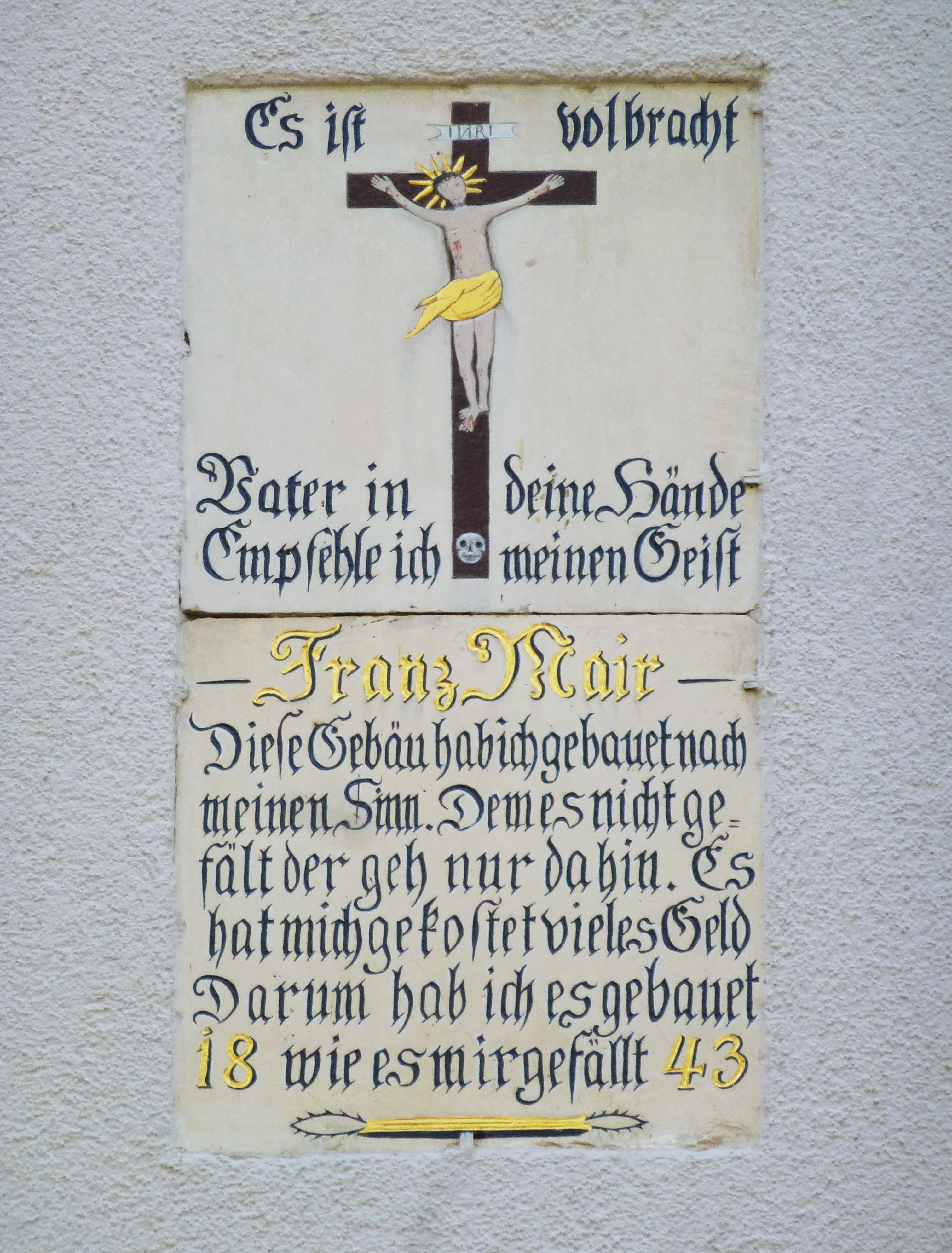
Dachauer Haustafel, Pellheim, Goppertshofer Straße 10

Pellheim umfasst knapp über 110 Haushalte mit insgesamt etwa 500 Einwohnern. 
Damit ist es von der Größe ein Dorf und von Form und Verteilung der einzelnen Häuser wohl am ehesten als Straßendorf zu bezeichnen, zu erkennen an der länglichen Form des Ortes und der längsten Straße, der Dorfstraße, in der auch die Kirche liegt. Es gibt eine Gaststätte und mehrere Betriebe. 
Zum ehemaligen Gemeindegebiet gehörten ebenfalls die Ortschaften Assenhausen, Pullhausen und Viehhausen. Zur Pfarrei Pellheim (St. Ursula) gehörten ebenfalls Oberweilbach und der Weiler Ried.

## Baudenkmäler
Siehe auch: Liste der Baudenkmäler in Pellheim
- Katholische Pfarrkirche St. Ursula
- Pfarrhaus

## Wirtschaft
Zwischen Pellheim und Dachau befindet sich wegen des lehmigen Bodens eine der modernsten Ziegeleien Europas (heute: Hörl & Hartmann Ziegeltechnik, Werk I). Die frühere Ziegelei Sedlhof, ursprünglich in Dachau-Udlding, wurde bereits im Jahr 1691 erwähnt, da sie für den Neubau des Schloss Schleissheim 30 Mio. Ziegel herstellte. Auf dem Gelände der Ziegelei befindet sich ein großes Windrad zur Stromerzeugung.

## Vereine
- Freiwillige Feuerwehr Pellheim
- Schützenverein Pellheim
- Gartenbauverein Pellheim

## Kindergarten
In Pellheim gibt es in einem ehemaligen Schulhaus den Kindergarten Villa Kunterbunt mit z. Z. ca. 25 Kindern. Zum Kindergarten gehört ein gepflegter Garten mit altem Obstbaumbestand.